# Райский (Алтайский край)
Райский — упразднённый посёлок в Панкрушихинском районе Алтайского края. Входил в состав Луковского сельсовета. Ликвидирован в 1980-е годы.

## История
Основан в 1912 году. В 1917 году в посёлке насчитывалось 33 двора. По данным 1928 года в Райском имелось 48 хозяйств, административно посёлок входил в состав Петровского сельсовета Панкрушихинского района Каменского округа Сибирского края. В 1930 году был образован колхоз «Свобода», присоединённый в 1950 году к колхозу имени Ленина посёлка Ленский.

## Население
В 1928 году в посёлке проживало 265 человек (120 мужчин и 165 женщин), основное население — русские.